# Il mulino delle donne di pietra
Il mulino delle donne di pietra è un film del 1960 diretto da Giorgio Ferroni.
È considerato uno dei maggiori esempi italiani di film horror fantastico.
È il primo film horror italiano realizzato a colori.

## Trama
Una ricerca sull'arte popolare olandese porta lo studente Hans von Armin a conoscere Gregorius Wahl, uno scultore che vive con la giovane e bella figlia Elfi.
Gregorius possiede un imponente carillon all'interno di un mulino in cui allo scoccare delle ore compaiono delle statue a grandezza naturale di celebri eroine del passato.
Hans ben presto verrà sedotto dalla giovane Elfi ma, la giovane fanciulla venendo poi respinta, morirà, a causa di una malattia, che la porta a delle crisi.
Quando, poco tempo dopo, il ragazzo torna al mulino resta stupefatto: Elfi è incredibilmente viva! Il giovane sconvolto crede di trovarsi in una allucinazione e verrà scacciato dal padre, Gregorius.
Nel suo soggiorno olandese il ragazzo frequenterà due giovani del posto, Ralf e Liselotte (con cui era già amico d'infanzia) e, spesso, non può fare a meno di interrogarsi sullo strano caso di Elfi. Dopo la scomparsa di Liselotte, il giovane fa un'amara scoperta: le statue del mulino del professor Wahl sono costruite sui cadaveri di svariate ragazze assassinate da questi. L'uomo utilizzava il sangue di queste fanciulle per curare la malattia di Elfi, affetta da una rara malattia ematica e riportata in vita, di tanto in tanto, grazie ai globuli rossi di una delle malcapitate.
Hans riesce a salvare Liselotte poco prima che Gregorius la uccida e la trasformi in statua: Gregorius rendedosi conto che la figlia non potrà mai più tornare in vita, causerà l'incendio del mulino. Hans riuscirà a fuggire dalle fiamme insieme a Ralf e Liselotte,  mentre Gregorius morirà nell'incendio stringendo tra le braccia il corpo esanime di Elfi.

## Distribuzione
Il film fu distribuito nel circuito cinematografico italiano il 30 agosto 1960 e in Francia il 5 settembre 1962.

## Accoglienza
Il film incassò 164.000.000 di lire dell'epoca.

### Critica

Un fotogramma del film.

Tematicamente, il racconto è un'inedita rilettura dell'archetipo dello scienziato impazzito che sacrifica vite innocenti per salvare quella di una persona cara, una situazione che in quegli anni ispira anche Occhi senza volto, Seddok, l'erede di Satana e Gritos en la noche.»
(Fantafilm)